# Kozo Yuki
Kozo Yuki (結城 耕造 Yuki Kozo?), född 23 januari 1979 i Kanagawa prefektur, är en japansk före detta fotbollsspelare.
Yuki började sin karriär 2002 i JEF United Ichihara (JEF United Chiba). Med JEF United Chiba vann han japanska ligacupen 2005 och 2006. 2008 flyttade han till Sanfrecce Hiroshima. Efter Sanfrecce Hiroshima spelade han för Fortuna Düsseldorf. Han avslutade karriären 2010.